# Леденик-Цесарицький
44°32′ пн. ш. 15°06′ сх. д. / 44.54° пн. ш. 15.10° сх. д.
Леденик-Цесарицький (хорв. Ledenik Cesarički) — населений пункт у Хорватії, у Лицько-Сенській жупанії у складі громади Карлобаг.

## Населення
Населення за даними перепису 2011 року становило 20 осіб.
Динаміка чисельності населення поселення:

## Клімат
Середня річна температура становить 12,06 °C, середня максимальна – 23,91 °C, а середня мінімальна – 0,04 °C. Середня річна кількість опадів – 1118 мм.
| Клімат поселення                              | Клімат поселення | Клімат поселення | Клімат поселення | Клімат поселення | Клімат поселення | Клімат поселення | Клімат поселення | Клімат поселення | Клімат поселення | Клімат поселення | Клімат поселення | Клімат поселення | Клімат поселення |
| Показник                                      | Січ.             | Лют.             | Бер.             | Квіт.            | Трав.            | Черв.            | Лип.             | Серп.            | Вер.             | Жовт.            | Лист.            | Груд.            |                  |
| Середній максимум, °C                         | 9,23             | 8,71             | 10,38            | 13,63            | 18,89            | 23,52            | 23,91            | 23,82            | 19,90            | 15,87            | 11,26            | 8,94             |                  |
| Середня температура, °C                       | 4,90             | 4,37             | 6,08             | 9,30             | 14,56            | 19,18            | 21,02            | 20,93            | 17,02            | 12,99            | 8,37             | 6,05             |                  |
| Середній мінімум, °C                          | 0,57             | 0,04             | 1,75             | 4,97             | 10,23            | 14,85            | 18,13            | 18,05            | 14,14            | 10,11            | 5,50             | 3,18             |                  |
| Норма опадів, мм                              | 88               | 81               | 82               | 86               | 80               | 76               | 45               | 66               | 118              | 134              | 144              | 118              |                  |
| Середньомісячна швидкість вітру, м/с          | 3.33             | 3.43             | 3.50             | 3.29             | 2.95             | 2.75             | 2.73             | 2.68             | 2.94             | 3.19             | 3.70             | 3.67             |                  |
| Середньомісячна сонячна радіація, кДж/м²·день | 4694             | 7445             | 10849            | 15582            | 19764            | 21720            | 23640            | 20377            | 14939            | 9527             | 5077             | 3974             |                  |
| --------------------------------------------- | ---------------- | ---------------- | ---------------- | ---------------- | ---------------- | ---------------- | ---------------- | ---------------- | ---------------- | ---------------- | ---------------- | ---------------- | ---------------- |
| Джерело:                                      |                  |                  |                  |                  |                  |                  |                  |                  |                  |                  |                  |                  |                  |